# Daniela Walkowiak
Daniela Walkowiak-Pilecka (Łąki Wielkie, 24 de mayo de 1935) es una deportista polaca que compitió en piragüismo en la modalidad de aguas tranquilas.
Participó en tres Juegos Olímpicos de Verano, entre los años 1956 y 1964, obteniendo una medalla de bronce en Roma 1960, en la prueba de K1 500 m.

## Palmarés internacional
| Juegos Olímpicos | Juegos Olímpicos | Juegos Olímpicos  | Juegos Olímpicos |
| Año              | Lugar            | Medalla           | Competición      |
| ---------------- | ---------------- | ----------------- | ---------------- |
| 1960             | Roma (Italia)    | Medalla de bronce | K1 500 m         |